# Evropska agencija za zdravila
Evropska agencija za zdravila (neuradna kratica je EMA, angl. European Medicines Agency, nekoč EMEA) je agencija Evropske unije, odgovorna za vrednotenje in nadzor nad zdravili za uporabo pri ljudeh in živalih ter s tem za doseganje varovanja in promocije javnega zdravja. 
Prvotni sedež Eme je bil v Londonu, zaradi napovedanega izstopa Velike Britanije iz Unije pa se je marca 2019 preselila v Amsterdam.
EMA vrednoti vloge za dovoljenja za promet z zdravili, ki so vložene po centraliziranem postopku (potekajo hkrati v vseh članicah Evropske unije). 
Agencija je bila s strani Evropske unije ter farmacevtske industrije ustanovljena leta 1995. Gre za evropsko vzporednico ameriškemu Uradu za prehrano in zdravila (FDA). EMA usklajuje regulativo na področju zdravil po celotni Evropski uniji. 
Po centraliziranem postopku je treba pridobiti dovoljenja za promet z naslednjimi zdravili:
- biotehnološko pridobljenimi zdravili;
- z zdravili za zdravljenje aidsa, raka, sladkorne bolezni in degenerativnih živčnih bolezni;
- z zdravili sirotami (za zdravljenje zelo redkih bolezni);
- z veterinarskimi zdravili za pospeševanje rasti zdravljenih živali oziroma za povečanje izkoristka zdravljenih živali[4].

EMA ima vzpostavljen tudi svoj sistem farmakovigilance, torej spremljanja zdravil in njihovih neželenih učinkov po utrženju. Če pride do pomembnih sprememb, EMA izvede ustrezne ukrepe (sprememba indikacije zdravila, sprememba SmPC-ja, v skrajnem primeru tudi umik s tržišča).

## Sestava
Agencijo sestavlja 7 odborov:
- Odbor za zdravila za humano uporabo – CHMP (od ustanovitve);
- Odbor za zdravila za veterinarsko uporabo – CVMP (od ustanovitve);
- Odbor za zdravila sirote – COMP (od leta 2001);
- Odbor za zdravila rastlinskega izvora – HMPC (od leta 2004);
- Pediatrični odbor – PDCO (od leta 2007);
- Odbor za napredno zdravljenje – CAT (od leta 2009);
- Odbor za oceno tveganja na področju farmakovigilance – PRAC (od julija 2012).[6]

Na čelu agencije je izvršni direktor, agencija pa ima tudi sekretariat. Nadzorno telo Agencije je upravni svet, ki je odgovoren zlasti za proračunske zadeve.

## Uradna spletna stran
- http://www.ema.europa.eu/